# تايرون غايل
تايرون غايل هو ناطق رسمي وسياسي أمريكي، ولد في 12 نوفمبر 1987 في تورونتو في كندا، وتوفي في 25 أكتوبر 2018 في مانهاتن في الولايات المتحدة بسبب سرطان القولون. نشط حزبياً في الحزب الديمقراطي.